# Mecze reprezentacji Polski w piłce siatkowej kobiet prowadzonej przez Ireneusza Kłosa
Zestawienie meczów reprezentacji Polski w piłce siatkowej kobiet prowadzonej przez Ireneusza Kłosa

## Oficjalne mecze międzypaństwowe
| Nr | Przeciwnik          | Miejsce | Data            | Wynik (Polska-przeciwnik)               | Impreza                                       | Raport |
| -- | ------------------- | ------- | --------------- | --------------------------------------- | --------------------------------------------- | ------ |
| 1  | Holandia            | Warna   | 26 września     | 2:3 (30:28, 25:22, 22:25, 26:28, 10:15) | Kwalifikacje do Grand Prix siatkarek 2007     |        |
| 2  | Azerbejdżan         | Warna   | 27 września     | 2:3 (25:23, 20:25, 25:22, 16:25, 7:15)  | Kwalifikacje do Grand Prix siatkarek 2007     |        |
| 3  | Bułgaria            | Warna   | 28 września     | 3:1 (25:20, 14:25, 25:13, 25:14)        | Kwalifikacje do Grand Prix siatkarek 2007     |        |
| 4  | Azerbejdżan         | Warna   | 30 września     | 3:1 (18:25, 25:23, 27:25, 25:20)        | Kwalifikacje do Grand Prix siatkarek 2007     |        |
| 5  | Włochy              | Warna   | 1 października  | 0:3 (23:25, 20:25, 16:25)               | Kwalifikacje do Grand Prix siatkarek 2007     |        |
| 6  | Kenia               | Tokio   | 31 października | 3:1 (25:15, 25:17 20:25, 25:20)         | Mistrzostwa Świata 2006 Pierwsza faza grupowa |        |
| 7  | Korea Południowa    | Tokio   | 1 listopada     | 3:2 (25:21, 23:25, 26:24, 23:25, 15:12) | Mistrzostwa Świata 2006 Pierwsza faza grupowa |        |
| 8  | Kostaryka           | Tokio   | 3 listopada     | 3:1 (25:17, 20:25, 25:11, 25:14)        | Mistrzostwa Świata 2006 Pierwsza faza grupowa |        |
| 9  | Chińskie Tajpej     | Tokio   | 4 listopada     | 1:3 (19:25, 18:25, 25:23, 23:25)        | Mistrzostwa Świata 2006 Pierwsza faza grupowa |        |
| 10 | Japonia             | Tokio   | 5 listopada     | 1:3 (22:25, 28:30, 28:26, 18:25)        | Mistrzostwa Świata 2006 Pierwsza faza grupowa |        |
| 11 | Włochy              | Nagoya  | 8 listopada     | 0:3 (19:25, 22:25, 13:25)               | Mistrzostwa Świata 2006 Druga faza grupowa    |        |
| 12 | Serbia i Czarnogóra | Nagoya  | 9 listopada     | 0:3 (15:25, 22:25, 14:25)               | Mistrzostwa Świata 2006 Druga faza grupowa    |        |
| 13 | Turcja              | Nagoya  | 11 listopada    | 0:3 (18:25, 22:25, 19:25)               | Mistrzostwa Świata 2006 Druga faza grupowa    |        |
| 14 | Kuba                | Nagoya  | 12 listopada    | 0:3 (18:25, 22:25, 19:25)               | Mistrzostwa Świata 2006 Druga faza grupowa    |        |

## Bilans spotkań według krajów
| Lp.   | Reprezentacja       | Liczba meczów | Wygrane | Wygrane | Wygrane | Przegrane | Przegrane | Przegrane | Bilans meczów wygrane:przegrane | Bilans setów wygrane:przegrane |
| Lp.   | Reprezentacja       | Liczba meczów | 3:0     | 3:1     | 3:2     | 2:3       | 1:3       | 0:3       | Bilans meczów wygrane:przegrane | Bilans setów wygrane:przegrane |
| ----- | ------------------- | ------------- | ------- | ------- | ------- | --------- | --------- | --------- | ------------------------------- | ------------------------------ |
| 1     | Azerbejdżan         | 2             | -       | 1       | -       | 1         | -         | -         | 1:1                             | 5:4                            |
| 2     | Bułgaria            | 1             | -       | 1       | -       | -         | -         | -         | 1:0                             | 3:1                            |
| 3     | Chińskie Tajpej     | 1             | -       | -       | -       | -         | 1         | -         | 0:1                             | 1:3                            |
| 4     | Japonia             | 1             | -       | -       | -       | -         | 1         | -         | 0:1                             | 1:3                            |
| 5     | Holandia            | 1             | -       | -       | -       | 1         | -         | -         | 0:1                             | 2:3                            |
| 6     | Kenia               | 1             | -       | 1       | -       | -         | -         | -         | 1:0                             | 3:1                            |
| 7     | Korea Południowa    | 1             | -       | -       | 1       | -         | -         | -         | 1:0                             | 3:2                            |
| 8     | Kostaryka           | 1             | -       | 1       | -       | -         | -         | -         | 1:0                             | 3:1                            |
| 9     | Kuba                | 1             | -       | -       | -       | -         | -         | 1         | 0:1                             | 0:3                            |
| 10    | Serbia i Czarnogóra | 1             | -       | -       | -       | -         | -         | 1         | 0:1                             | 0:3                            |
| 11    | Turcja              | 1             | -       | -       | -       | -         | -         | 1         | 0:1                             | 0:3                            |
| 12    | Włochy              | 2             | -       | -       | -       | -         | -         | 2         | 0:2                             | 0:6                            |
| Razem | Razem               | 14            | 0       | 4       | 1       | 2         | 2         | 5         | 5:9                             | 21:33                          |

## Bilans spotkań według imprezy
| Rok   | Turniej | Miejsce | Liczba meczów | Zwycięstwa | Porażki | Sety  |
| ----- | ------- | ------- | ------------- | ---------- | ------- | ----- |
| 2006  | eGP     | 4.      | 5             | 2          | 3       | 10:11 |
| 2006  | MŚ      | 15-16.  | 9             | 3          | 6       | 11:22 |
| Razem | Razem   | Razem   | 14            | 5          | 9       | 21:33 |

## Mecze towarzyskie i sparingowe
| Nr | Przeciwnik           | Miejsce          | Data            | Wynik (Polska-przeciwnik)              | Impreza         | Raport |
| -- | -------------------- | ---------------- | --------------- | -------------------------------------- | --------------- | ------ |
| 1  | Zarieczje Odincowo   | Kędzierzyn-Koźle | 6 października  | 3:2 (25:23, 17:25, 25:15, 18:25, 15:8) | mecz sparingowy |        |
| 2  | Tulica Tułamasz Tuła | Kędzierzyn-Koźle | 7 października  | 3:0 (25:17, 25:23, 25:18)              | mecz sparingowy |        |
| 3  | Niemcy               | Sanok            | 9 października  | 0:3 (13:25, 20:25, 23:25)              | mecz towarzyski |        |
| 4  | Niemcy               | Sanok            | 10 października | 3:2 (23:25, 23:25, 25:20, 25:20, 15:9) | mecz towarzyski |        |
| 5  | Chiny                | Tianjin          | 20 października | 0:3 (23:25, 9:25, 18:25)               | mecz towarzyski |        |
| 6  | Chiny                | Dagang           | 22 października | 0:3 (24:26, 12:25, 22:25)              | mecz towarzyski |        |
| 7  | Nigata               | Nagaoka          | 28 października | 5:0 (25:14, 25:13, 25:14, 25:10, 15:6) | mecz sparingowy |        |

Bilans:
- zwycięstwa:porażki 4:3